# Titania (Marvel Comics)
Titania (Mary MacPherran) är en superskurk från amerikanska förlaget Marvel Comics. Figuren skapades av dåvarande chefredaktören Jim Schooter och debuterade i 1984 års crossover-serie Secret Wars, Titania har sedan dess blivit She-Hulks rival och har medverkat i flertal inkarnationer Masters of Evil och Frightful Four. Under senare år har hon reformerats till en anti-hjälte.
MacPherran är den andra superskurken i Marvel Comics med namnet. Den första Titania (Davida DaVito) var en kvinnlig brottare och medlem i The Grapplers som blev mördad av Scourge of the Underworld. Vid Davitos uppståndelse utvidgades hennes krafter och tog namnet Lascivious, som MacPherran har hon blivit starkt förknippad med namnet Titania.
Titania gjorde debut i spelfilm i Marvel Cinematic Universes Disney+ serie She-Hulk: Attorney at Law (2022) som spelas av skådespelerskan Jameela Jamil
Namnet Mary MacPherran kommer från en person vid samma namn som var anställd vid Marvel Comics.

## Fiktiv biografi
Mary MacPherran föddes i Denver, Colorado, som barn blev hon mobbad i skolan och hade Marsha Rosenberg som enda vän. Mary mötte Doktor Doom som letade efter folk till sin armé av supersoldater som gav henne övernaturlig styrka och blev lång, hon valde att kalla sig för Titania.

## Andra medier

### TV
- Titania medverkar i animerade TV-serien Hulk och agenterna K.R.O.S.S.A. med engelsk röst av Clare Grant.[6]

### Datorspel
- Titania medverkar som boss i Iron Man and X-O Manowar in Heavy Metal.
- Titania medverkar som spelbar figur i Marvel: Future Fight.[7]